# درخت فوشیا
درخت فوشیا (نام علمی: Halleria lucida) نام یک گونه از راسته نعناسانان است.